# Hospital Montecelo
El Hospital Montecelo es un hospital público de la ciudad española de Pontevedra. Está situado en la parroquia civil de Mourente, y fue inaugurado en 1973. Es un hospital general, que ofrece todas las especialidades médicas y quirúrgicas. Forma parte del Complejo Hospitalario Universitario de Pontevedra.

## Historia
El edificio principal, construido en 1972 e inaugurado el 25 de noviembre de 1973, tenía una superficie de 20.000 metros cuadrados. Se abrió al público como Residencia Sanitaria de la Seguridad Social de Montecelo. Su mentor fue el pontevedrés Gonzalo Cabanillas Gallas, que era Subdelegado General del Instituto Nacional de la Seguridad Social.
El hospital fue inaugurado oficialmente por el entonces Ministro de Trabajo y Seguridad Social, Licinio de la Fuente, el 8 de mayo de 1974. Contaba con 200 médicos, algunos de los cuales procedían de hospitales universitarios como La Paz de Madrid y La Fe de Valencia. Se introdujeron especialidades inexistentes hasta entonces en el Hospital Provincial de Pontevedra, como fisiología clínica y rehabilitación, y permitió separar la medicina interna de las especialidades de digestivo, cardiología y radiología.
El edificio fue reformado y ampliado por los arquitectos Julián Arranz Ayuso, Aurelio Botella Clarella, Joaquín Vaamonde Pradas y Antonio Alonso Taboada entre 1987 y 1990.

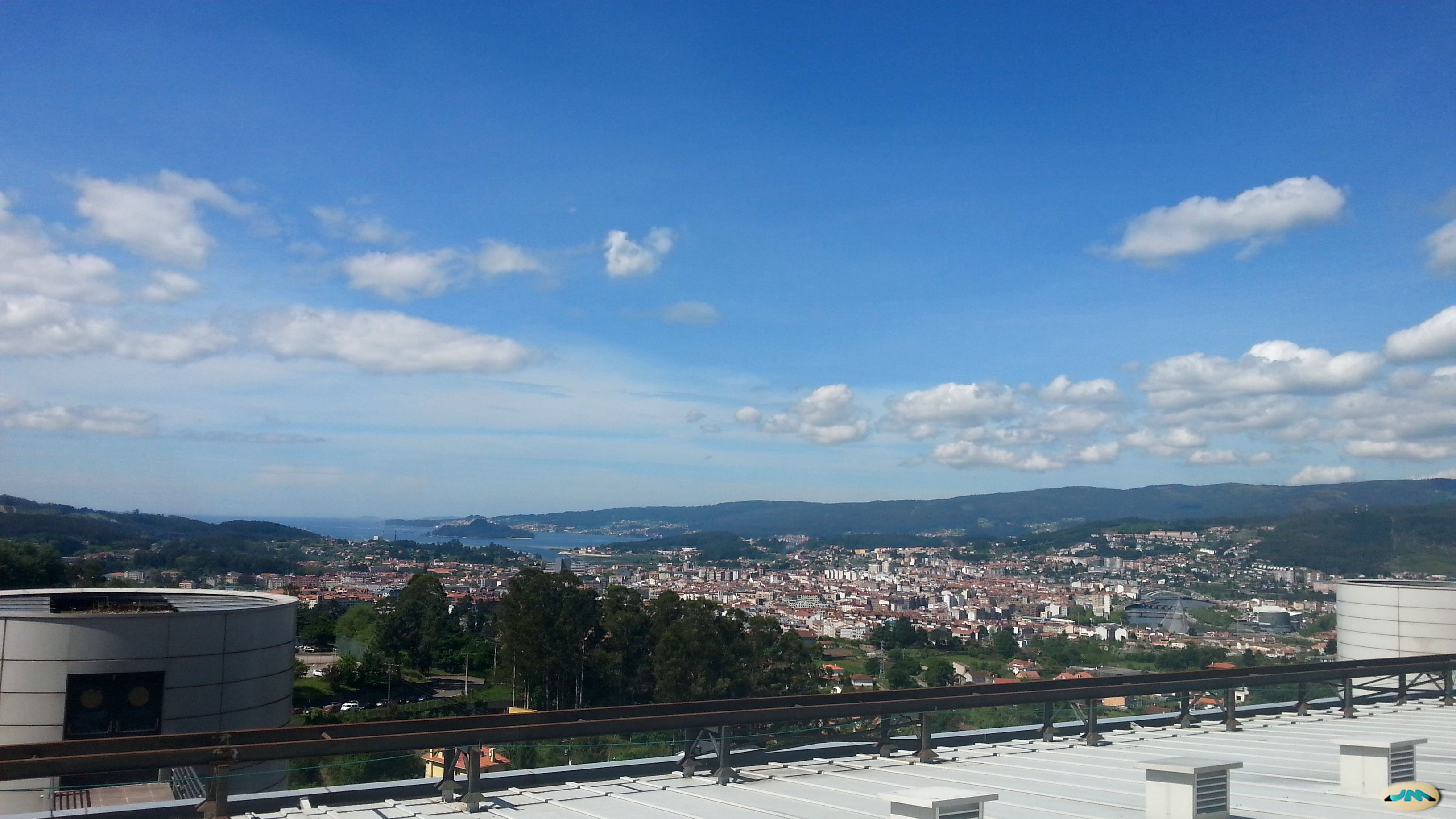
Vista de la ciudad, de la Ría de Pontevedra y de la isla de Tambo desde el 4º piso del hospital.

El Hospital Montecelo conoció su mayor ampliación entre 1997 y 2001, llevada a cabo por el estudio Aidhos Arquitectura, en la que se construyó un nuevo edificio anexo y se añadieron dos plantas al edificio principal inaugurado en 1973.
Desde 2012, cuando el Complejo Hospitalario de Pontevedra se convirtió en Complejo Hospitalario Universitario de Pontevedra, los estudiantes de Medicina de la Facultad de Medicina de Santiago de Compostela pueden realizar allí los últimos años de su formación clínica.
El edificio principal consta de 8 plantas.

## Acceso
Al Hospital Montecelo llega la línea 2 (azul) del servicio de autobuses urbanos de la ciudad.
L2 Plaza de Galicia → Ciudad Administrativa → Avenida María Victoria Moreno → Avda. de la Estación → Glorieta Avenida de Eduardo Pondal → Calle Hortas → Avenida Virxinia Pereira Renda  → Calle San Mauro → Moldes → Ciudad Infantil Príncipe Felipe → 

## Nuevo Hospital Gran Montecelo
La Junta de Galicia ha puesto en marcha la construcción de un nuevo hospital para la ciudad de Pontevedra y su área sanitaria de más de 300 000 habitantes en 2020, con más especialidades que el actual Hospital Montecelo, incluyendo radioterapia, medicina nuclear y cuidados intensivos neonatales y pediátricos, y una capacidad de 724 camas. El nuevo hospital de referencia de 10 plantas que se añadirá a los edificios del hospital actual se llamará Gran Montecelo.